# Dombeya manongarivensis
Dombeya manongarivensis là một loài thực vật có hoa trong họ Cẩm quỳ. Loài này được Hochr. mô tả khoa học đầu tiên năm 1926.